# Simboli olimpici
I principali simboli olimpici universalmente noti e riconosciuti dal Comitato Olimpico Internazionale (CIO) sono: 
- la bandiera olimpica con i cinque cerchi
- il motto olimpico
- l'inno olimpico
- la fiamma olimpica

Esistono poi una serie di simboli che contraddistinguono ogni singola edizione dell'Olimpiade:
- la torcia olimpica e il braciere olimpico dove arde la fiamma
- l'emblema olimpico (o logo olimpico)
- il manifesto olimpico
- la mascotte olimpica
- la medaglia olimpica
- il diploma olimpico

I simboli vengono usati durante i Giochi olimpici e in molte altre occasioni per identificare il movimento olimpico e gli ideali a cui si ispira.

## I cinque cerchi

I cinque cerchi

Il simbolo più noto e immediato del movimento olimpico sono i cinque cerchi; essi campeggiano sulla bandiera olimpica, che viene issata a ogni edizione dei Giochi. Questi anelli intrecciati rappresentano l'unione dei cinque continenti, mentre i cinque colori a essi associati (blu, giallo, nero, verde, rosso), più il bianco dello sfondo, sono stati scelti da Pierre de Coubertin perché erano quelli utilizzati in tutte le bandiere del mondo sino a quel momento..
Sul Manuale Olimpico Ufficiale fino al 1951 era riportata un'associazione tra colori dei cerchi e continenti. L'associazione è stata poi ritirata dal CIO e dunque non è più ufficiale; tuttavia essa è ancora viva nel sentire comune e anche la Carta Olimpica recita che gli anelli rappresentano l'unione dei cinque continenti abitati.
L'associazione più diffusa è la seguente: l'Africa è rappresentata dal nero, l'America dal rosso, l'Asia dal giallo, l'Europa dal verde, l'Oceania dal blu. A volte l'Europa è invece associata al blu, per influenza della bandiera dell'Unione europea, e l'Oceania al verde.
L'uso del simbolo dei cerchi olimpici è strettamente regolamentato.

## Il motto olimpico
Il motto olimpico ufficiale è "Citius, Altius, Fortius", un'espressione latina che significa "più veloce, più alto, più forte". La frase fu scelta come motto dal Comitato Olimpico Internazionale sin dalla sua fondazione nel 1894, ma fu usata per la prima volta in un'Olimpiade solo nel 1924 a Parigi.

## L'inno olimpico
L'Inno olimpico è un brano musicale composto da Spyros Samaras, con parole tratte da un poema dello scrittore e poeta greco Kostis Palamas. Venne eseguito per la prima volta in occasione della cerimonia di apertura della prima edizione dei Giochi olimpici di Atene 1896, ma venne dichiarato inno olimpico ufficiale dal CIO solo nel 1958 e reintrodotto a partire dall'edizione di Tokyo 1964.

## La fiamma olimpica

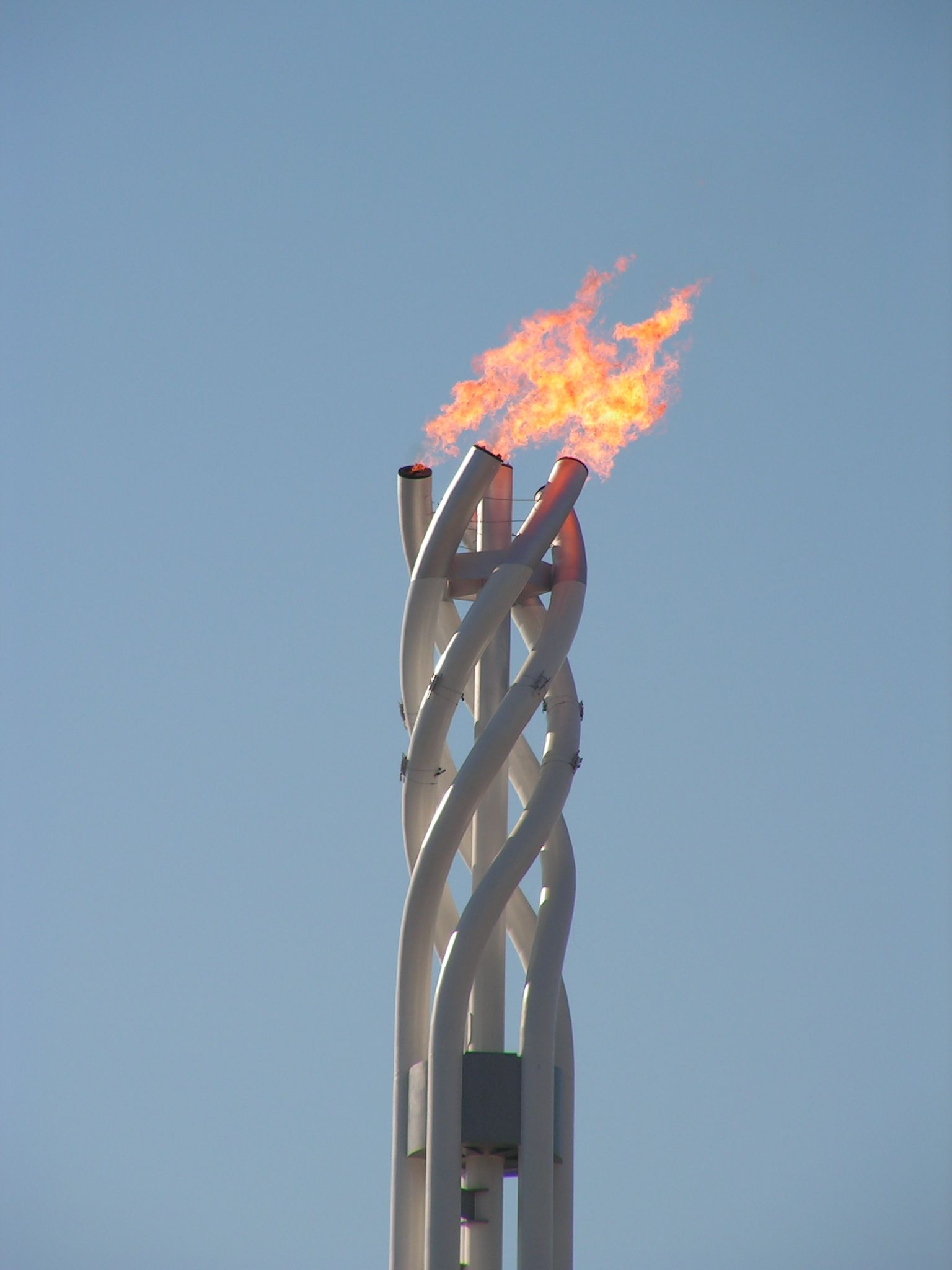
Il braciere di Torino 2006.

La fiamma olimpica viene accesa a Olimpia, Grecia, secondo un rituale ispirato all'antichità, dove i raggi del sole vengono usati per accendere il fuoco. Tradizionalmente, la torcia con la fiamma olimpica viene portata da una staffetta di tedofori fino alla città che ospita i Giochi, dove viene impiegata per accendere il braciere olimpico durante la cerimonia di apertura. Spesso, tuttavia, il trasporto della fiamma avviene per via aerea fino al paese ospitante, specie se esso è particolarmente distante dalla Grecia. La fiamma olimpica arde nel braciere per tutta la durata dell'Olimpiade, e viene spenta nel corso della cerimonia di chiusura.

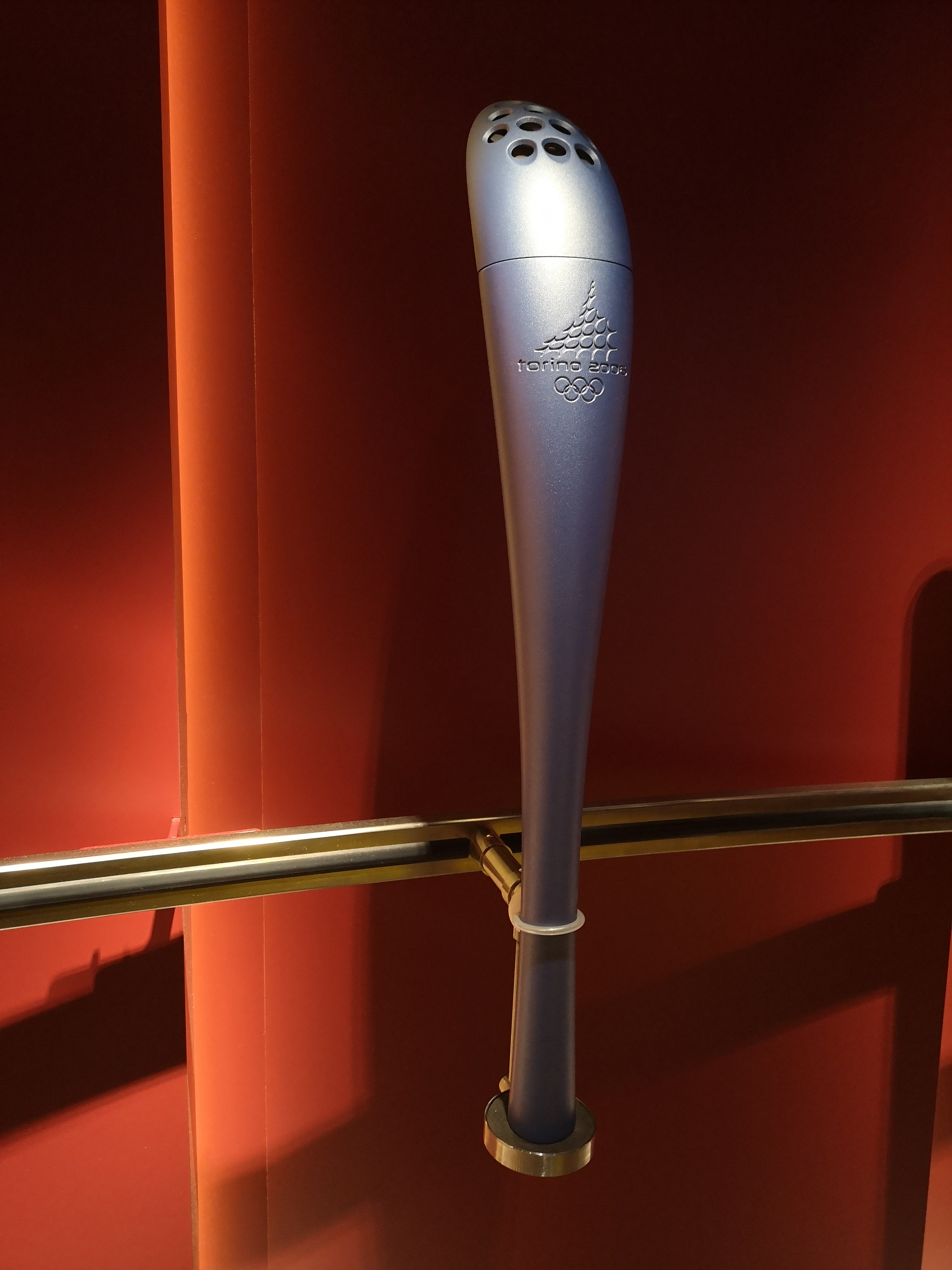
La fiaccola di Torino 2006.

La prima staffetta della fiamma olimpica fu realizzata in occasione della X Olimpiade (Los Angeles 1932). La prima staffetta per i Giochi olimpici invernali fu invece realizzata nel 1952 in occasione dei VI Giochi olimpici invernali (Oslo). La fiamma dei Giochi olimpici invernali, tuttavia, fu accesa a Olimpia soltanto per l'occasione dei IX Giochi olimpici invernali (Innsbruck 1964). In precedenza, essa era stata accesa, rispettivamente, a Morgedal, Norvegia (VI e VIII Giochi olimpici invernali) nella casa del pioniere dello sci Sondre Norheim, Squaw Valley, USA (1960) e a Roma, sulla piazza del Campidoglio (VII Giochi olimpici invernali, Cortina d'Ampezzo 1956).
Ogni edizione ha una propria torcia che viene passata di mano in mano dai tedofori nella staffetta e un proprio braciere, di solito progettati con design innovativi, spesso da designer famosi.

## L'emblema olimpico

L'emblema di Torino 2006.

Ogni singola edizione dei Giochi olimpici possiede un emblema (o logo) specifico, che generalmente combina i cinque cerchi con elementi che rappresentano la città o il paese organizzatore. In occasione dei Giochi olimpici invernali l'emblema spesso contiene anche elementi tipici dell'ambiente degli sport invernali (un fiocco di neve, una montagna, etc.). Ad esempio, il logo dei XX Giochi olimpici invernali (Torino 2006) è costituito da una figura composta da ipocicloidi che rappresenta, contemporaneamente, una montagna e la Mole Antonelliana.

## Il manifesto olimpico

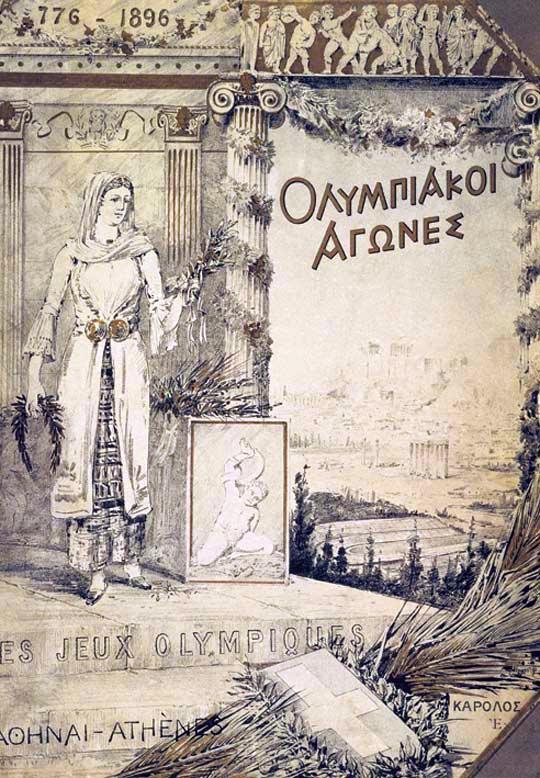
Il primo poster di Atene 1896.

Il manifesto olimpico è un'immagine disegnata di solito da un artista della nazione organizzatrice e rappresenta una singola edizione dei giochi.
È stato realizzato un manifesto ufficiale praticamente per ogni edizione dei giochi olimpici: nei primi tempi esso era l'immagine ufficiale che contraddistingueva l'olimpiade ma dal 1924 ha assunto via via più importanza l'emblema o logo olimpico, un'immagine più stilizzata che riassume meglio la singola edizione.

## La mascotte olimpica

Neve e Gliz, le mascotte di Torino 2006

Ogni edizione dei Giochi Olimpici possiede anche una o più mascotte, un personaggio di fantasia (generalmente un animale o anche una figura umana) che rappresenta la cultura del paese organizzatore. La prima mascotte olimpica fu introdotta in occasione dei X Giochi olimpici invernali di Grenoble 1968. La prima mascotte che ebbe grande rilevanza fu Misha per la XXII Olimpiade di Mosca 1980.

## La medaglia olimpica
La medaglia olimpica è il premio principale che ricevono gli atleti che raggiungono i primi tre posti in una competizione olimpica.
Tradizionalmente vengono assegnate:
- una medaglia d'oro al primo classificato
- una medaglia d'argento al secondo classificato
- una medaglia di bronzo al terzo classificato

Le medaglie vinte vengono elencate nel cosiddetto medagliere complessivo dei Giochi olimpici delle varie nazioni.

## Il diploma olimpico
Il diploma olimpico è un certificato cartaceo assegnato ai primi otto classificati nelle competizioni dei giochi olimpici. L'uso di rilasciare diplomi olimpici risale al 1896, anno in cui si tenne la prima edizione dei giochi olimpici moderni, ma inizialmente erano assegnati solo al vincitore di ogni competizione. Il numero di partecipanti così premiati è aumentato nel tempo, espandendosi nel 1923 ai tre medagliati, nel 1949 ai primi sei classificati e nel 1981 ai primi otto classificati.
Il diploma olimpico non va confuso con il diploma di merito olimpico, assegnato tra il 1905 e il 1974 per onorare coloro che avevano reso servizi eccezionali allo sport o un contributo importante nella promozione degli ideali olimpici.